# Grimpeur (cyclisme)
Un grimpeur est un coureur cycliste capable de monter rapidement des routes en pente raide situées dans les collines ou en montagne.

## Types de grimpeurs

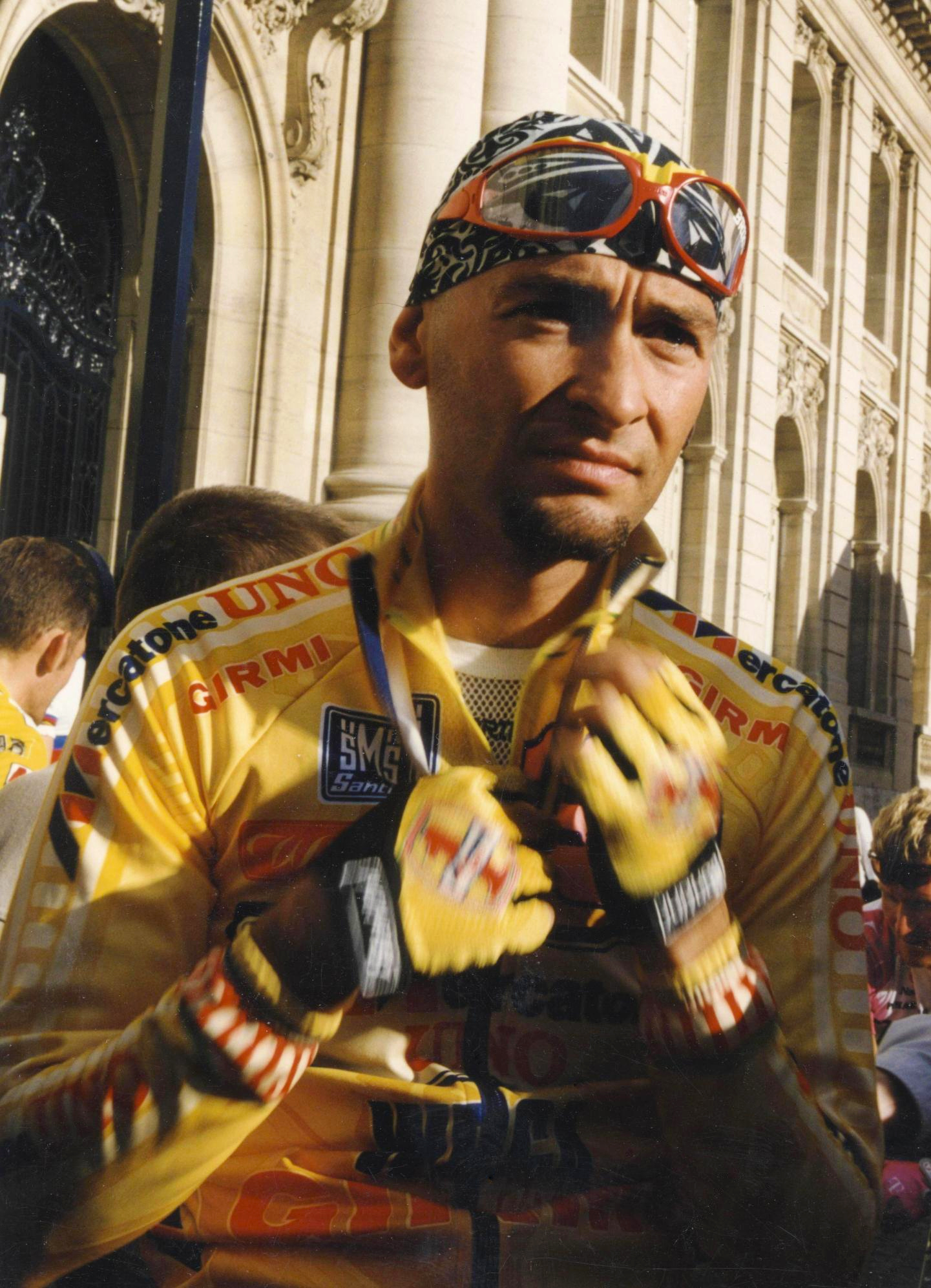
Marco Pantani en 1997.

Les grimpeurs ont beaucoup d'endurance et des muscles développés spécifiquement pour les longues montées difficiles. Ils sont généralement très légers mais certains coureurs plus lourds peuvent devenir de bons grimpeurs grâce à un entraînement spécifique. 
On trouve les purs grimpeurs qui sont de petits gabarits très à l'aise lorsque la pente devient raide et que la montée se prolonge. Leur faible poids les rend plus efficaces et capables de placer des accélérations répétées pour lâcher leurs adversaires. De nombreux grimpeurs de ce type ne sprintent pas très bien parce que leur petit gabarit ne leur permet pas de posséder la puissance des grands sprinteurs plus musclés. Dans cette catégorie, le plus fameux est Marco Pantani (57 kg), le vainqueur du Tour de France 1998, on trouve également José Rujano (48 kg), Leonardo Piepoli  (52 kg), Roberto Heras  (60 kg), Alberto Contador  (61 kg), Gilberto Simoni (58 kg), Nairo Quintana (58 kg) et  Egan Bernal (60 kg).
On retrouve des grimpeurs-puncheurs, capables de s'exprimer dans les forts pourcentages, et notamment les classiques. Parmi les coureurs actuels, on peut citer Joaquim Rodríguez, Alejandro Valverde ou encore Bauke Mollema et Daniel Martin. Certains grimpeurs, notamment Vincenzo Nibali et Samuel Sánchez, sont également d'excellents descendeurs.
Enfin, on peut citer les rouleurs-grimpeurs, capables aussi bien de remporter un contre-la-montre que de briller en montagne. Parmi les coureurs assez récents, on retrouve entre autres Miguel Indurain, Cadel Evans, Denis Menchov, Bradley Wiggins, Geraint Thomas, Tom Dumoulin, Christopher Froome, Primož Roglič, Tadej Pogačar et Jonas Vingegaard.

## Technologie des vélos
Les progrès récents dans les composants des vélos donnent aux cyclistes un plus large éventail de choix de vitesses (aussi appelées développements ou braquets), ce qui permet aux grimpeurs d'utiliser des vitesses inférieures pour monter de façon optimale tout en ayant des vitesses supérieures pour les sections plates. Les grimpeurs du passé tels que Lucien Van Impe devaient rouler en danseuse pour pousser des grands développements ; aujourd'hui les grimpeurs disposent de développements plus petits adaptés aux différentes pentes et qui permettent une  cadence de pédalage plus élevé. La limite minimale actuelle de l'UCI pour la masse des vélos est de 6,8 kilogrammes. Bien que les fabricants de vélos peuvent créer des vélos plus légers, l'UCI juge cette limitation de poids dans l'esprit de la préservation de la « primauté de l'homme » sur son équipement.